# 선도조건부 기소유예제도
선도조건부 기소유예제도(善導條件附起訴猶豫制度)는 통상의 기소유예 결정을 함에 있어 계속 선도할 필요가 있다고 판단되는 범법소년에 대하여는 법무부장관(지방검찰청 검사장)의 위촉을 받은 민간소년선도위원의 선도를 조건으로 기소유예의 결정을 하는 제도를 말한다. 이는 소년은 성년과 달리 인격형성 과정에 있으므로 감수성이 예민하여 쉽게 범죄에 빠져 들기 쉬운 반면에 개선의 가능성도 크므로 죄질이 다소 중하다고 하더라도 개전의 정이 보이는 경우에는 교정시설에 수용하기보다 사회 내에서 덕망과 학식있는 선도위원의 선도·보호를 받게 함이 더욱 바람직하다고 판단되기 때문이다.

## 같이 보기
- 소년 비행